# Venialbo
Venialbo község Spanyolországban,  Zamora tartományban. Venialbo Sanzoles, Toro, El Pego, Guarrate, San Miguel de la Ribera és El Piñero községekkel határos. Lakosainak száma 431 fő (2024).

## Népesség
A település népessége az utóbbi években az alábbiak szerint változott:
| Lakosok száma | 535  | 502  | 504  | 475  | 464  | 473  | 453  | 443  | 415  | 431  |
|               | 2001 | 2004 | 2007 | 2009 | 2012 | 2014 | 2017 | 2019 | 2022 | 2024 |